# Bellach
Bellach é uma comuna da Suíça, situada no distrito de Lebern, no cantão de Soleura. Tem 5,31 km² de área e sua população em 2018 foi estimada em 5.214 habitantes.